# Верховик (Окуловский район)
Верховик — деревня в Окуловском муниципальном районе Новгородской области, относится к Боровёнковскому сельскому поселению.
Деревня расположена на Валдайской возвышенности, на севере Окуловского района, в 38 км к северо-западу от Окуловки (71 км по автомобильной дороге), до административного центра сельского поселения — посёлка Боровёнка 26 км (40 км по автомобильной дороге).
Неподалёку от Верховика расположены деревни: Полежалово (менее 1 км) на севере и Данилово (3 км) на востоке.
| 2010 |
| ---- |
| 1    |

## История
В Новгородской губернии деревня была приписана к Каёвской волости Крестецкого уезда, а с 30 марта 1918 года Маловишерского уезда. До 2005 года деревня входила в число населённых пунктов подчинённых администрации Висленеостровского сельсовета.

## Транспорт
Ближайшая железнодорожная станция расположена в Торбино.